# يوهان الثاني برنولي
يوهان الثاني برنولي (بالإنجليزية: Johann II Bernoulli)‏ (و. 1710 – 1790 م) هو رياضياتي، وفيزيائي، وأستاذ جامعي من سويسرا . ولد في باسل. تولى منصب Rector of the University of Basel .
وكان عضواً في الأكاديمية الفرنسية للعلوم، والأكاديمية البروسية للعلوم .
توفي في باسل ، عن عمر يناهز 80 عاماً.

## التعليم
تعلم في جامعة بازل